# Nokia 6650 fold
Nokia 6650 fold (также известный как 6650d) — смартфон Nokia, анонсированный в марте 2008 года, работающий под управлением Symbian OS. Это шестидиапазонный аппарат, использующий сети GSM 850, 900, 1 800 и 1 900 МГц и UMTS 850 и 2 100 МГц (WCDMA/ HSDPA). 6650 fold был выпущен в июне 2008 года и продавался в Соединенных Штатах через магазины AT&T Mobility. AT&T заменила им в своей линейке модель N75, работающую на базе Symbian S60. Он выпускался в трех цветах — серебристый металлик, черный и красный. Модель никогда не предназначалась для глобального рынка, поэтому в Европе она продавалась исключительно для сетей T-mobile. В Северной Америке выпускались модели RM-324, а в Европе — RM-400.

## Вариант AT&T
Вариант для оператора AT&T был сильно модифицирован по сравнению с версиями для оператора T-Mobile. Он имеет номер модели 6650d-1bH с версией программного обеспечения RM-324. Клавиатура была изменена, добавлены клавиши MediaNet (просто ярлык стандартного веб-браузера S60, основанного на Webkit), GPS и камеры, а клавиши menu и clear перенесены ниже клавиш send и end, соответственно.
Кроме того, программное обеспечение было изменено для работы с AT&T. Брендинг оператора присутствует по всей системе, а несколько приложений были изменены. Nokia Maps была заменена на AT&T Navigator, а функция FM-радио была заменена на XM Radio. Также были добавлены неудаляемые демо-версии приложений Tetris, Mobile Banking, MobiTV, The Weather Channel, Midnight Pool 3D и Diner Dash 2. В главном меню также есть ссылки на Cellular Video, Yellowpages, Media Net, AT&T Mall, AT&T Music и AT&T GPS.
Вариант для AT&T доступен только в серебристом и красном цветах.